# گفتگو روی رود نیل
گفتگو روی رود نیل (عربی: ثرثرة فوق النيل) فیلمی در ژانر کمدی-درام به کارگردانی حسین کمال است که در سال ۱۹۷۱ منتشر شد.